# Província de Kapisa
La província de Kapisa o Kâpîssâ, (persa/paixtu: کاپيسا) és una divisió administrativa de l'Afganistan al nord-est del país. La capital és Mahmud-i-Raqi, La població estimada és de 406.200 habitants i la superfície és de 1.842 km². La comunitat principal són els tadjiks (30%) seguida dels paixtus (27%) i pashai (17%). Hi ha minories hazares i nuristanis.
Esquemàticament la província està dividida en dues : al nord dominen els Tadjiks, al Tagab, dominen els patxuns d'on s'originaren els talibans.

## Geografia
La província de Kâpîssâ es troba a 80 km al nord-est de Kabul. La província de Pandjchir es troba al nord, i a l'est la de Laghman, al sud es troba la província de Kabul, i a l'oest i al sud la província de Parwan. Kâpîssâ té una superfície de 1 842 km², i és la més petita d'Afghanistan. Té uns 406 200 habitants (2002).

## Districtes

Districtes de Kapisa.

| Districte           | Capital | Població | Àrea | Notes                                                 |
| ------------------- | ------- | -------- | ---- | ----------------------------------------------------- |
| Alasay              |         |          |      |                                                       |
| Hesa Awal Kohistan  |         |          |      | Creat el 2005 segregat del districte unit de Kohistan |
| Hesa Duwum Kohistan |         |          |      | Creat el 2005 segregat del districte unit de Kohistan |
| Koh Band            |         |          |      |                                                       |
| Mahmud Raqi         |         |          |      |                                                       |
| Nijrab              |         |          |      |                                                       |
| Tagab               |         |          |      |                                                       |